# 杉並区立富士見丘中学校
杉並区立富士見丘中学校（すぎなみくりつ ふじみがおかちゅうがっこう）は、東京都杉並区にある区立中学校。2019年5月現在、学級数6、生徒数216名。

## 沿革
- 1954年4月1日 設置
- 1957年3月5日 校歌制定
- 1960年5月21日 体育館竣工
- 1961年4月3日 特別教室棟竣工
- 1967年7月1日 プール竣工
- 1973年3月10日 現校舎の竣工
- 1981年3月18日 プール・体育館の改築竣工
- 1988年8月25日 特別教室棟の改築竣工
- 2018年3月26日 西隣の小学校改築用地の一部を第2運動場（テニスコート）として暫定利用[2]
- 2023年8月23日 改築のため杉並区立富士見丘小学校跡の仮校舎に移転[3]

## 改築計画
2023年度から2025年度にかけて改築の予定である。まず校地西隣の王子製紙社宅跡地（一部を暫定的に第2校庭として利用中）に杉並区立富士見丘小学校が移転改築（2021～2022年度）し、その後本校を富士見丘小学校跡に仮移転して現在地で改築を行う計画となっている。
富士見丘小学校・中学校はともに1954年（昭和29年）開校で、校舎の大部分は1970年前後に建築され改築時期が近づいていることから、2013年より教育環境懇談会を開催し整備方針の検討が行われた。放射第5号線の本格供用（2019年）なども考慮して小中学校を一体的に整備することとなり、2016年に中学校西隣の用地を取得、2017年にはさらに西隣にある都立高井戸公園の計画地内に小学校校庭と兼用の多目的広場を設けることで東京都と合意した。新規取得地との間には区道があり下水管が敷設されているため、その付け替えによる敷地一体化を検討したものの、現状のまま一団地認定制度を利用することが建築面積制限やコストの観点から有利と判断された。その結果、現校地の西半分に中学校棟、西側取得地に小学校棟を建築し、区道を3階渡り廊下で跨ぐ計画となった。中学校としての機能の大部分は現校地に納まるが、図書室など一部の機能は小学校棟に設けられ小中交流を促すこととなっている。

## 所在地
- 杉並区上高井戸2丁目16番13号
- 富士見ヶ丘駅から徒歩8分